# UFC 318
UFC 318: Holloway vs. Poirier 3 è stato un evento di arti marziali miste tenuto dalla Ultimate Fighting Championship il 19 luglio 2025 allo Smoothie King Center di New Orleans, negli Stati Uniti.

## Risultati
|                  | Divisione            |                      |                 |                  | Metodo                                      | Round           | Tempo           | Premio          |
| Card Principale  | Card Principale      | Card Principale      | Card Principale | Card Principale  | Card Principale                             | Card Principale | Card Principale | Card Principale |
| ---------------- | -------------------- | -------------------- | --------------- | ---------------- | ------------------------------------------- | --------------- | --------------- | --------------- |
|                  | Pesi leggeri         | Max Holloway         | batte           | Dustin Poirier   | Decisione unanime (48–47, 49–46, 49–46)     | 5               | 5:00            |                 |
|                  | Pesi medi            | Paulo Costa          | batte           | Roman Kopylov    | Decisione unanime (30–27, 30–27, 29–28)     | 3               | 5:00            |                 |
|                  | Pesi welter          | Daniel Rodriguez     | batte           | Kevin Holland    | Decisione unanime (29–28, 29–28, 29–28)     | 3               | 5:00            |                 |
|                  | Pesi piuma           | Patrício Freire      | batte           | Dan Ige          | Decisione unanime (29–28, 29–28, 29–28)     | 3               | 5:00            |                 |
|                  | Pesi leggeri         | Michael Johnson      | batte           | Daniel Zellhuber | Decisione unanime (29–28, 29–28, 29–28)     | 3               | 5:00            |                 |
| Card Preliminare |                      |                      |                 |                  |                                             |                 |                 |                 |
|                  | Pesi gallo           | Vinicius Oliveira    | batte           | Kyler Phillips   | Decisione unanime (29–28, 29–28, 29–28)     | 3               | 5:00            |                 |
|                  | Pesi medi            | Brendan Allen        | batte           | Marvin Vettori   | Decisione unanime (30–27, 30–27, 29–28)     | 3               | 5:00            | FOTN            |
|                  | Pesi welter          | Nikolay Veretennikov | batte           | Francisco Prado  | Decisione non unanime (28–29, 29–28, 29–28) | 3               | 5:00            |                 |
|                  | Pesi medi            | Ateba Abega Gautier  | batte           | Robert Valentin  | KO tecnico (pugni)                          | 1               | 1:10            | POTN            |
|                  | Pesi welter          | Islam Dulatov        | batte           | Adam Fugitt      | KO (pugni)                                  | 1               | 4:06            | POTN            |
|                  | Pesi mediomassimi    | Jimmy Crute          | batte           | Marcin Prachnio  | Sottomissione (armbar)                      | 1               | 4:41            |                 |
|                  | Pesi massimi         | Ryan Spann           | batte           | Łukasz Brzeski   | Sottomissione (guillotine choke)            | 1               | 2:37            |                 |
|                  | Pesi medi            | Brunno Ferreira      | batte           | Jackson McVey    | Sottomissione (armbar)                      | 1               | 3:35            |                 |
|                  | Pesi mosca femminili | Carli Judice         | batte           | Nicolle Caliari  | KO tecnico (ginocchiata al corpo e pugni)   | 3               | 1:30            | POTN            |

## Premi
I lottatori premiati ricevettero un bonus di 50.000 dollari.
Legenda:
- FOTN: Fight of the Night (vengono premiati entrambi gli atleti per il miglior incontro dell'evento)
- POTN: Performance of the Night (viene premiato il vincitore per la migliore performance dell'evento)